# Lepidosperma resinosum
Lepidosperma resinosum là loài thực vật có hoa trong họ Cói. Loài này được (Nees) Benth. mô tả khoa học đầu tiên năm 1878.